# Lijst van voetbalinterlands Oostenrijk - Turkije
Deze lijst van voetbalinterlands is een overzicht van alle officiële voetbalwedstrijden tussen de nationale teams van Oostenrijk en Turkije. De landen speelden tot op heden achttien keer tegen elkaar. Het eerste duel, een vriendschappelijke wedstrijd, werd gespeeld in Istanboel op 30 mei 1948. De laatste confrontatie, een achtste finale van het Europees kampioenschap voetbal 2024, vond plaats in Leipzig (Duitsland) op 2 juli 2024

## Wedstrijden
| №  | Plaats    | Datum            | Competitie           | Wedstrijd            | Uitslag |
| -- | --------- | ---------------- | -------------------- | -------------------- | ------- |
| 1  | Istanboel | 30 mei 1948      | Vriendschappelijk    | Turkije – Oostenrijk | 0 – 1   |
| 2  | Wenen     | 20 maart 1949    | Vriendschappelijk    | Oostenrijk – Turkije | 1 – 0   |
| 3  | Istanboel | 13 november 1974 | Vriendschappelijk    | Turkije – Oostenrijk | 0 – 1   |
| 4  | Wenen     | 17 april 1977    | WK 1978 kwalificatie | Oostenrijk – Turkije | 1 – 0   |
| 5  | İzmir     | 30 oktober 1977  | WK 1978 kwalificatie | Turkije – Oostenrijk | 0 – 1   |
| 6  | Wenen     | 17 november 1982 | EK 1984 kwalificatie | Oostenrijk – Turkije | 4 – 0   |
| 7  | Istanboel | 16 november 1983 | EK 1984 kwalificatie | Turkije – Oostenrijk | 3 – 1   |
| 8  | Wenen     | 2 november 1988  | WK 1990 kwalificatie | Oostenrijk – Turkije | 3 – 2   |
| 9  | Istanboel | 25 oktober 1989  | WK 1990 kwalificatie | Turkije – Oostenrijk | 3 – 0   |
| 10 | Wenen     | 10 november 2001 | WK 2002 kwalificatie | Oostenrijk – Turkije | 0 – 1   |
| 11 | Istanboel | 14 november 2001 | WK 2002 kwalificatie | Turkije – Oostenrijk | 5 – 0   |
| 12 | Wenen     | 19 november 2008 | Vriendschappelijk    | Oostenrijk – Turkije | 2 – 4   |
| 13 | Istanboel | 29 maart 2011    | EK 2012 kwalificatie | Turkije – Oostenrijk | 2 – 0   |
| 14 | Wenen     | 6 september 2011 | EK 2012 kwalificatie | Oostenrijk – Turkije | 0 – 0   |
| 15 | Wenen     | 15 augustus 2012 | Vriendschappelijk    | Oostenrijk – Turkije | 2 – 0   |
| 16 | Wenen     | 29 maart 2016    | Vriendschappelijk    | Oostenrijk – Turkije | 1 – 2   |
| 17 | Wenen     | 26 maart 2024    | Vriendschappelijk    | Oostenrijk – Turkije | 6 – 1   |
| 18 | Leipzig   | 2 juli 2024      | EK 2024              | Oostenrijk – Turkije | 1 − 2   |

## Samenvatting
| Competitie        | Totaal gespeeld | Winst Oostenrijk | Gelijk | Winst Turkije | Doelsaldo Oostenrijk – Turkije |
| ----------------- | --------------- | ---------------- | ------ | ------------- | ------------------------------ |
| WK-kwalificatie   | 6               | 3                | 0      | 3             | 5 − 11                         |
| EK-eindronde      | 1               | 0                | 0      | 1             | 1 − 2                          |
| EK-kwalificatie   | 4               | 1                | 1      | 2             | 5 − 5                          |
| Vriendschappelijk | 7               | 5                | 0      | 2             | 14 − 7                         |
| Totaal            | 18              | 9                | 1      | 8             | 25 − 25                        |

## Details

### Twaalfde ontmoeting
| Vriendschappelijk (Wenen, Oostenrijk, 19 november 2008): |       |                                                                       |
| Oostenrijk                                               | 2 – 4 | Turkije                                                               |
| Andreas Hölzl 28' Andreas Hölzl 53'                      | goals | 38' Mehmet Aurelio 41' Tuncay Sanli 47' Tuncay Sanli 62' Tuncay Sanli |

### Dertiende ontmoeting
| EK 2012 kwalificatie (Istanboel, Turkije, 29 maart 2011): |       |            |
| Turkije                                                   | 2 – 0 | Oostenrijk |
| Arda Turan 28' Gökhan Gönül 78'                           | goals |            |

### Veertiende ontmoeting
| EK 2012 kwalificatie (Wenen, Oostenrijk, 6 september 2011): |       |         |
| Oostenrijk                                                  | 0 – 0 | Turkije |
|                                                             | goals |         |

### Vijftiende ontmoeting
| Vriendschappelijk (Wenen, Oostenrijk, 15 augustus 2012): |       |         |
| Oostenrijk                                               | 2 – 0 | Turkije |
| Veli Kavlak 2' Andreas Ivanschitz 6' (pen.)              | goals |         |

ÖFB · A-internationals · Selecties · Bondscoaches · Oostenrijks vrouwenelftal · Olympisch elftal · Oostenrijk U21 · Oostenrijk U20 · Oostenrijk U19 · Oostenrijk U18 · Oostenrijk U17 · Oostenrijk U16 · Vrouwen U17
1902 – 1919 ·
1920 – 1929 ·
1930 – 1939 ·
1940 – 1949 ·
1950 – 1959 ·
1960 – 1969 ·
1970 – 1979 ·
1980 – 1989 ·
1990 – 1999 ·
2000 – 2009 ·
2010 – 2019 ·
2020 – 2029
EK's: 2008 · 
2016 · 
2020 · 
2024
WK's: 1934 · 
1954 · 
1958 · 
1978 · 
1982 · 
1990 · 
1998
OS: 1912 ·
1936 ·
1948 ·
1952
1902 · 
1903 · 
1904 · 
1905 · 
1906 · 
1907 · 
1908 · 
1909 · 
1910 · 
1911 · 
1912 · 
1913 · 
1914 · 
1915 · 
1916 · 
1917 · 
1918 · 
1919 · 
1920 · 
1921 · 
1922 · 
1923 · 
1924 · 
1925 · 
1926 · 
1927 · 
1928 · 
1929 · 
1930 · 
1931 · 
1932 · 
1933 · 
1934 · 
1935 · 
1936 · 
1937 · 
1938 · 1939 · 1940 · 1941 · 1942 · 1943 · 1944 · 1945 · 
1946 · 
1947 · 
1948 · 
1949 · 
1950 · 
1952 · 
1952 · 
1953 · 
1954 · 
1955 · 
1956 · 
1957 · 
1958 · 
1959 · 
1960 · 
1961 · 
1962 · 
1963 · 
1964 · 
1965 · 
1966 · 
1967 · 
1968 · 
1969 · 
1970 · 
1971 · 
1972 · 
1973 · 
1974 · 
1975 · 
1976 · 
1977 · 
1978 · 
1979 · 
1980 · 
1981 · 
1982 · 
1983 · 
1984 · 
1985 · 
1986 · 
1987 · 
1988 · 
1989 · 
1990 ·
1991 · 
1992 · 
1993 · 
1994 · 
1995 · 
1996 · 
1997 · 
1998 · 
1999 · 
2000 · 
2001 · 
2002 · 
2003 · 
2004 · 
2005 · 
2006 · 
2007 · 
2008 · 
2009 · 
2010 · 
2011 · 
2012 · 
2013 · 
2014 · 
2015 · 
2016 · 
2017 · 
2018 · 
2019 · 
2020 · 
2021 ·
2022
Albanië ·
Algerije ·
Andorra ·
Argentinië ·
Azerbeidzjan ·
België ·
Bosnië en Herzegovina ·
Brazilië ·
Bulgarije ·
Canada ·
Chili ·
Costa Rica ·
Cyprus ·
Denemarken ·
DDR ·
Duitsland ·
Egypte ·
Engeland ·
Estland ·
Faeröer ·
Finland ·
Frankrijk ·
Georgië ·
Ghana ·
Griekenland ·
Hongarije ·
Ierland ·
IJsland ·
Iran ·
Israël ·
Italië ·
Ivoorkust ·
Japan ·
Joegoslavië ·
Kameroen ·
Kazachstan ·
Kroatië ·
Letland ·
Liechtenstein ·
Litouwen ·
Luxemburg ·
Malta ·
Moldavië ·
Montenegro ·
Nederland ·
Nigeria ·
Noord-Ierland ·
Noord-Macedonië ·
Noorwegen ·
Oekraïne ·
Paraguay ·
Peru ·
Polen ·
Portugal ·
Roemenië ·
Rusland ·
San Marino ·
Schotland ·
Servië ·
Slovenië ·
Slowakije ·
Sovjet-Unie ·
Spanje ·
Trinidad en Tobago ·
Tsjechië ·
Tsjecho-Slowakije ·
Tunesië ·
Turkije ·
Uruguay ·
Venezuela ·
Verenigde Staten ·
Wales ·
Wit-Rusland ·
Zweden ·
Zwitserland
Algerije (1982) · 
Chili (1982) · 
Duitsland (2008) · 
Frankrijk (1982) · 
Hongarije (2016) · 
Italië (2021) · 
Kroatië (2008) · 
Nederland (2021) · 
Noord-Ierland (1982) · 
Noord-Macedonië (2021) · 
Oekraïne (2021) · 
Polen (2008) ·  
Portugal (2016) · 
West-Duitsland (1982)
TFF · A-internationals · Selecties · Bondscoaches · Turks vrouwenelftal · Olympisch elftal · Turkije U21 · Turkije U20 · Turkije U19 · Turkije U18 · Turkije U17 · Turkije U16
1923 – 1929 · 
1930 – 1939 · 
1940 – 1949 · 
1950 – 1959 · 
1960 – 1969 · 
1970 – 1979 · 
1980 – 1989 · 
1990 – 1999 · 
2000 – 2009 · 
2010 – 2019 ·
2020 − 2029
EK 1996 · 
EK 2000 · 
EK 2008 · 
EK 2016 ·
EK 2020 ·
EK 2024 · WK 1954 · WK 2002 · OS 1924 · 
OS 1928 · 
OS 1936 · 
OS 1948 · 
OS 1952 · 
OS 1960
1923 · 
1924 · 
1925 · 
1926 · 
1927 · 
1928 · 
1929 · 1930 · 
1931 · 
1932 · 
1933 · 1934 · 1935 · 
1936 · 
1937 · 
1938 · 1939 · 1940 · 1941 · 1942 · 1943 · 1944 · 1945 · 1946 · 1947 · 
1948 · 
1949 · 
1950 · 
1952 · 
1952 · 
1953 · 
1954 · 
1955 · 
1956 · 
1957 · 
1958 · 
1959 · 
1960 · 
1961 · 
1962 · 
1963 · 
1964 · 
1965 · 
1966 · 
1967 · 
1968 · 
1969 · 
1970 · 
1971 · 
1972 · 
1973 · 
1974 · 
1975 · 
1976 · 
1977 · 
1978 · 
1979 · 
1980 · 
1981 · 
1982 · 
1983 · 
1984 · 
1985 · 
1986 · 
1987 · 
1988 · 
1989 · 
1990 · 
1991 · 
1992 · 
1993 · 
1994 · 
1995 · 
1996 · 
1997 · 
1998 · 
1999 · 
2000 · 
2001 · 
2002 · 
2003 · 
2004 · 
2005 · 
2006 · 
2007 · 
2008 · 
2009 · 
2010 · 
2011 · 
2012 · 
2013 · 
2014 · 
2015 ·
2016 ·
2017 ·
2018 ·
2019 ·
2020 ·
2021 ·
2022 ·
2023 ·
2024
Albanië ·
Algerije ·
Andorra ·
Angola ·
Armenië ·
Australië ·
Azerbeidzjan ·
België ·
Bosnië en Herzegovina ·
Brazilië ·
Bulgarije ·
Canada ·
Chili ·
China ·
Colombia ·
Costa Rica ·
DDR ·
Denemarken ·
Duitsland ·
Ecuador ·
Egypte ·
Engeland ·
Estland ·
Ethiopië ·
Faeröer ·
Finland ·
Frankrijk ·
Georgië ·
Ghana ·
Gibraltar ·
Griekenland ·
Guinee ·
Honduras ·
Hongarije ·
Ierland ·
IJsland ·
Irak ·
Iran ·
Israël ·
Italië ·
Ivoorkust ·
Japan ·
Joegoslavië ·
Kameroen ·
Kazachstan ·
Kosovo ·
Kroatië ·
Letland ·
Libanon ·
Libië ·
Liechtenstein ·
Litouwen ·
Luxemburg ·
Maleisië ·
Malta ·
Moldavië ·
Montenegro · 
Nederland ·
Nieuw-Zeeland ·
Noord-Ierland ·
Noord-Macedonië ·
Noorwegen ·
Oekraïne ·
Oezbekistan ·
Oostenrijk ·
Pakistan ·
Paraguay ·
Polen ·
Portugal ·
Qatar · 
Roemenië ·
Rusland ·
San Marino ·
Saoedi-Arabië ·
Schotland ·
Senegal ·
Servië ·
Slovenië · 
Slowakije ·
Sovjet-Unie ·
Spanje ·
Syrië ·
Tsjechië ·
Tsjecho-Slowakije ·
Tunesië ·
Uruguay ·
Verenigde Staten ·
Wales ·
Wit-Rusland ·
Zuid-Afrika ·
Zuid-Korea ·
Zweden ·
Zwitserland
Brazilië (2002, 1) · 
Costa Rica (2002) · 
Duitsland (2008) · 
Italië (2021) · 
Kroatië (2008) · 
Kroatië (2016) · 
Portugal (2008) · 
Spanje (2016) · 
Tsjechië (2008) · 
Wales (2021) · 
Zwitserland (2008) · 
Zwitserland (2021)